# Вендемарк
Вендемарк (нем. Wendemark) — община в Германии, в земле Саксония-Анхальт. 
Входит в состав района Штендаль. Подчиняется управлению Зеехаузен (Альтмарк).  Население составляет 236 человека (на состояние 2012 года). Занимает площадь 19,18 км².